# Odile Rudelle
Pour les articles homonymes, voir Rudelle (homonymie).
Odile Rudelle, née le 6 décembre 1936 à Mont-Saint-Martin (Meurthe-et-Moselle) et morte le 2 août 2013 à Paris,, est une historienne française, spécialiste du gaullisme.
Elle a été nommée chevalier de la Légion d'honneur en 1997 et promue officier de la Légion d'honneur en 2009.

## Biographie

### Jeunesse et études
Odile Roux est la fille de Roger Roux, président-directeur général de la Société métallurgique de Normandie, et d'Yvonne Liotard-Vogt (sœur de Pierre Liotard-Vogt). Elle épouse Pierre-Marie Rudelle.

### Parcours professionnel
Elle a été maître de conférences à l'Institut d'études politiques de Paris (1992) puis directeur de recherches au CNRS-Centre d'étude de la vie politique française contemporaine (Cevipof) (2007).

## Thèses principales

### Le retour aux sources du constitutionnalisme républicain
Pour ressaisir le fil de la pensée d’Odile Rudelle, il faut en revenir aux événements politiques qui ont marqué sa jeunesse et suscité ses premiers questionnements. À cet égard, la chute de la Quatrième République en mai 1958 constitue une étape majeure sur laquelle elle reviendra à plusieurs reprises. Cet événement est au cœur de sa pensée, car il cristallise les blocages d’un vieux « problème constitutionnel », qu’elle n’aura de cesse d’explorer au cours de ses recherches. En mai 1958, Odile Rudelle a vingt et un ans, est étudiante à Sciences Po, et assiste à la chute de la Quatrième République « sans comprendre ». Pourquoi une guerre de décolonisation avait-elle entraîné la chute du régime ? Cette question, que « personne ne se posait à l’époque », est véritablement le point de départ de ses interrogations. Cinquante ans plus tard, Odile Rudelle mettra en avant l’«exténuation du modèle républicain » pour expliquer la défaite du régime pendant la guerre d’Algérie. En effet, le modèle de la République parlementaire à la française, se réclamant d’une « tradition républicaine » élaborée au XIXe siècle, était à bout de souffle et la cause de son échec est de nature institutionnelle. « Si la IVe République est morte de la guerre d’Algérie, c’est que sa Constitution la rendait incapable de penser le lien entre la séparation des pouvoirs et la garantie des droits individuels dans ces trois départements d’outre-mer » . En réalité, la République parlementaire à la française, « République d’un jour », n’avait pas résolu le « problème constitutionnel » posé par la Révolution française.

### Le problème constitutionnel de la France
En 1789 s’est ouverte « une crise politique » que la France mettra cent-soixante-neuf ans à résoudre. Quel est ce « problème constitutionnel » ? Il résulte du fait que la Révolution française a échoué à transcrire dans un texte constitutionnel stable les droits et libertés qu’elle a proclamés. Odile Rudelle souligne ainsi « la difficulté d’une révolution qui, aspirée par l’avenir, n’a pu se terminer par une Constitution ». Aussi distingue-t-elle deux phases dans la Révolution française : celle de la Déclaration des droits de l’Homme jusqu’en août 1789 et la phase constitutionnelle qui débute en septembre 1789 lorsque l’Assemblée nationale refuse de doter le pouvoir exécutif du droit de dissolution ou du droit de veto. Or, Odile Rudelle montre que la phase constitutionnelle de la Révolution française n’a pas su s’approprier les droits et libertés proclamés en août 1789. L’instabilité constitutionnelle de la France résulte de cette divergence initiale. « Loin d’apporter le bonheur des Droits de l’homme, la Révolution Française a inauguré un cycle politique conflictuel où le couple liberté-égalité oscilla entre désordre et dictature. »
Plus précisément, la République issue de la Révolution française n’a pas réussi à assurer la séparation des pouvoirs et la garantie des droits auxquels faisait pourtant référence l’article 16 de la Déclaration des droits de l’Homme et du citoyen. C’est un point central de la pensée d’Odile Rudelle qui permet de comprendre le jugement sévère qu’elle porte vis-à-vis des IIIe et IVe Républiques, qui ont repris à leur compte des principes révolutionnaires sans répondre aux exigences de l’article 16. « Surgie dans l’urgence de circonstances exceptionnelles, la république se dit aussitôt « une et indivisible », dans une proclamation mieux apte à faire le lien avec le passé patriotique d’intégrité territoriale qu’avec les exigences du gouvernement de la liberté proclamé en 1789 […]. Ce qui explique que ces deux symboles de la séparation que sont la division du pouvoir législatif ou l’existence d’un chef du pouvoir exécutif extérieur à l’Assemblée élue ne seront jamais vraiment acceptés par le courant démocratique issu de 1793 » . C’est pourquoi la France, « pays exportateur de constitutions », dut « attendre fort longtemps avant de réussir à organiser l’alternance pacifique et régulière de gouvernements républicains à l’intérieur d’un même cadre constitutionnel » . Ainsi se formule le problème constitutionnel de la France sur lequel finit par buter la République parlementaire.

### L’échec de la République parlementaire
Odile Rudelle a largement exploré les causes de l’instabilité constitutionnelle de la IIIe République qu’elle appelle « République d’un jour » et qui, dans la filiation des deux premières Républiques et des Lumières, veut apporter le Progrès et la Justice, mais qui contrairement aux deux Républiques précédentes s’inscrit progressivement dans une tradition, la « tradition républicaine », qui va peu à peu paralyser le régime. Si le gouvernement indirect, issu de la hantise du 2 décembre 1851, a permis au régime de s’installer dans la durée, ce système a montré ses limites dès 1919. La « République d’un jour » n’ayant pas construit de légitimité reposant sur des institutions stables, a été contrainte de se replier sur des valeurs morales telles que la « défense de la tradition républicaine » s’apparentant à une « lutte du Bien contre le Mal »  : elle était donc vouée à l’échec. Au cours de ses travaux, Odile Rudelle s’est attachée à montrer les blocages institutionnels de la République parlementaire - sacralisation du rôle du Parlement garant d’une légitimité de gauche, mode de scrutin inadapté à l’émergence de gouvernements stables dans l’entre-deux guerres, refus du vote des femmes – autant d’éléments symptomatiques d’une décadence du régime.

#### La «tradition républicaine»
La « tradition républicaine », notion élaborée sous la IIIe République et faisant référence à un passé révolutionnaire glorieux a occulté le problème constitutionnel posé par la révolution de 1789, ce qui explique les blocages institutionnels du régime. La notion de  « tradition républicaine », inventée par Gambetta et Ferry et  revendiquée pour la première fois par René Waldeck-Rousseau en 1900, connut ses heures de gloire pendant l’Affaire Dreyfus avant d’entrer en décadence à partir de 1919, conduisant à l’échec du régime. Il faut bien comprendre que la notion de « tradition républicaine » n’est pas a priori négative sous la plume d’Odile Rudelle. Mais c’est l’usage abusif de cette notion qui a conduit à la stérilisation du régime. Cette tradition républicaine était « destinée à se figer dans la contemplation de sa splendeur jusqu’au désastre final de 1940 ».
Odile Rudelle explique les blocages institutionnels et le « désastre final » par l’infirmité de l’architecture institutionnelle de la Troisième République qui ne retient pas deux éléments essentiels du constitutionnalisme que sont la séparation des pouvoirs et la garantie des droits.

#### La séparation des pouvoirs
La République parlementaire n’assure pas la séparation des pouvoirs car elle donne une prééminence au Parlement et au gouvernement indirect. Ces éléments sont hérités de la hantise de voir se reproduire le coup d’État de 1851. Depuis lors, les républicains considéraient qu’ils avaient à défendre une citadelle assiégée et se sentaient menacés par le suffrage universel direct. D’où la pratique du gouvernement indirect. Odile Rudelle montre qu’il en résulte une confusion des pouvoirs exécutif et législatif qui induit un fonctionnement défectueux des pouvoirs publics. Non seulement l’exécutif, qui est à la merci du Parlement, est incapable d’agir de manière efficace, tandis que le Parlement lui-même, qui usurpe une part du pouvoir exécutif, ne remplit pas la fonction qui devrait être la sienne, à savoir l’expression de la pluralité d’intérêts qui constituent la nation française.
Cette « usurpation » se révèle être un handicap pour le pouvoir législatif lui-même. De fait, Odile Rudelle estime que, sous la IIIe République, le Parlement  ne remplissait pas sa fonction de compromis entre les intérêts des différents segments de la population française. Sa fonction principale est en réalité de légitimer le gouvernement.
De même, le pouvoir exécutif émanant du Parlement n’a pas un pouvoir d’action suffisant pour garantir l’efficacité de l’action de l’État. Le Président de la République, élu par l’Assemblée nationale, est cantonné à un rôle purement symbolique depuis la crise du 16 mai 1877, puisque son droit de dissolution ne sera plus jamais utilisé. Seuls les ministres sont responsables devant l’Assemblée, mais leur pouvoir d’action n’est valable que dans le cadre de la légitimité que leur accorde le Parlement.
Au lieu d’exercer pleinement le pouvoir législatif, le Parlement est devenu le garant d’une légitimité que ne peut détenir le pouvoir exécutif en l’absence d’une Constitution organisant la séparation des pouvoirs et la garantie des droits individuels. Cette légitimité repose sur des principes moraux au lieu de s’appuyer sur un texte constitutionnel. « Inapte au compromis, le Parlement français excellait […] à définir l’orthodoxie du régime […]. [Il] se sentait investi d’une fonction quasi religieuse ». L’incapacité de la Constitution à désigner des sources de légitimité est un des éléments de la sclérose du régime.

#### La justice et la garantie des droits
De même, l’autorité judiciaire ne trouve pas une expression suffisante pour assurer une garantie des droits satisfaisante. Les lois constitutionnelles de 1875 évoquent peu la justice. Sous la Troisième République, l’idée d’un contrôle de constitutionnalité de la loi paraît absurde. Ce qui s’est traduit par l’échec de la tentative de constitutionnalisation des droits de l’homme en 1901. La justice est soumise à la loi votée par les parlementaires. La méfiance à l’égard de la justice est héritée de la Révolution française. « La justice fut dès l’origine la parente pauvre de la Révolution française. L’Ancien Régime avait reconnu le droit de remontrance des Parlements : l’Assemblée nationale de 1789 limiterait donc le rôle des tribunaux à l’application d’une loi, dont l’interprétation lui est réservée. »
Odile Rudelle estime que c’est l’École laïque qui a partiellement assumé le rôle d’une justice presque inexistante. Comme le Parlement, l’École devient le garant de principes moraux qui ne sont pas définis par la Constitution et ne peuvent pas être défendus par la justice. Cette méfiance à l’égard de la justice conduit la république parlementaire à chercher dans l’éducation civique - plutôt que le jugement des tribunaux - la garantie de la « vertu » de citoyens appelés à devenir législateurs.
La défense de principes moraux conduit la République parlementaire à se renfermer sur elle-même. « Aux possibilités concrètes de recours devant les citoyens ou les tribunaux, la troisième République préfère un strict discours d’orthodoxie laïque, discours incantatoire de fidélité à la « Tradition républicaine ». Ainsi la méfiance à l’égard de la justice et la prééminence du pouvoir législatif ont fait de l’École laïque et du Parlement les garants de principes moraux, alors que la défense de ces principes aurait dû être assurée par la justice et l’organisation des pouvoirs publics.

#### L’ «oubli constitutionnel» de la Troisième République
Plus généralement, la Troisième République a souffert d’un « oubli constitutionnel », qui s’explique notamment par la dévaluation du constitutionnalisme par le bonapartisme entre 1800 et 1870. C’est l’usage frauduleux de deux éléments clés du constitutionnalisme –ratification populaire et contrôle de constitutionnalité—qui a contribué à la méfiance des républicains vis-à-vis d’une Constitution instaurant une procédure entre pouvoir exécutif et suffrage universel, ainsi qu’une garantie des droits individuels. Si les lois constitutionnelles de 1875, rédigées sous l’influence des libéraux, assuraient une séparation des pouvoirs, l’usage qui en est fait à partir de 1877 consacre la victoire de la République parlementaire. « Contemporain de l’établissement de la troisième République, l’échec de ce constitutionnalisme de séparation des pouvoirs fut le vice, longtemps oublié, de ce régime ». Aussi Odile Rudelle va-t-elle jusqu’à parler de la « tragédie constitutionnelle d’une République condamnée à s’immobiliser dans une sclérose dont l’effet pervers s’illustrera au lendemain de la victoire. »>En d’autres termes, ce qui avait été scellé en 1877 portait les ferments de la décadence de l’entre-deux guerres. « En renonçant à l’usage de la dissolution, la République parlementaire à la française condamnait le constitutionnalisme fondé sur l’idée de « recours », que ce soit devant le peuple du suffrage universel ou la Justice constitutionnelle ».
Ainsi comprend-on mieux l’affirmation suivante, figurant en conclusion de la République Absolue : « Ne faut-il pas plutôt voir dans cette république interdisant l’alternance, une République « absolue » plus héritière de l’Ancien Régime que praticienne du libéralisme ? République une et indivisible comme le monarque avait été un et souverain, la République absolue est celle qui s’enferme dans la citadelle du gouvernement indirect pour refuser que le peuple soit appelé à trancher de questions vitales. »
Si la « République d’un jour » avait signé l’échec du constitutionnalisme, la république constitutionnelle inaugurée par le Général de Gaulle, « République de toujours », le réhabilite. Examinons désormais ce qu’est cette « République de toujours », qui bien qu’ayant vu le jour récemment, est le fruit des réflexions d’un vieux courant de pensée dont Charles de Gaulle est l’héritier.

### La France libre et le «rétablissement de la légalité républicaine»
En 1944 a lieu « le rétablissement de la légalité républicaine » dans la  fidélité aux « lois de la République ». Le Général de Gaulle s’inscrit dans une continuité, en témoignent les textes juridiques de la France Libre publiés en 1940 et 1944 qui proclament la continuité d’une République, qui « en droit n’a jamais cessé d’exister », et la « fidélité aux lois de la République », fidélité aux Droits de l’Homme de 1789, socles d’une légitimité constitutionnelle. Pourtant, dès 1946, le Général de Gaulle se heurte à l’incompréhension de ces concitoyens. « Praticien d’une liberté en actes, il est récusé en raison de sa persévérance à prôner la nécessité de la continuité du pouvoir exécutif, continuité qui est seule capable de résister aux risques de dictature, qui menace tout pouvoir républicain, dès lors qu’il est divisé et affaibli. Voilà qui sonne très étrange, pour les tenants d’une culture républicaine, habituée à voir dans la nature exclusivement parlementaire de la République, le meilleur rempart contre l’arbitraire du pouvoir exécutif. »,
Pour comprendre l’incompréhension entre De Gaulle et ses contemporains en 1946, il faut étudier le « système de références » du Général de Gaulle, son « régime d’historicité » , qui explique ses choix entre 1940 et 1944, son combat en 1946 et son rôle décisif en 1958. Odile Rudelle fait ici référence à une histoire constitutionnelle plus longue. Le Général de Gaulle aurait ainsi eu une mémoire historique plus longue que celle de ses contemporains.

### Le «régime d’historicité» de Charles de Gaulle

#### Les lectures de jeunesse
Les lectures de jeunesse du Général de Gaulle éclairent ses choix politiques. Un des grands apports d’Odile Rudelle est de s’être intéressé aux lectures de jeunesse de Charles de Gaulle. Ceci lui permet d’en déduire une parenté du Général de Gaulle avec les chrétiens libéraux du XIXe siècle et d’exclure toute comparaison avec le bonapartisme. Ses découvertes se fondent sur la publication des Carnets de captivité en 1916. En effet, pendant ses années de captivité entre 1916-1918, Charles de Gaulle a lu Le Correspondant, une revue du catholicisme libéral fondée en 1829, et dont plusieurs auteurs ont contribué à la rédaction des lois constitutionnelles de 1875.
Après 1877, la revue du Correspondant sera la seule à défendre l’existence d’un président séparé du Parlement et doté d’un pouvoir de dissolution. Aujourd’hui, la revue est tombée dans l’oubli car elle a versé dans l’antisémitisme pendant l’Affaire Dreyfus. Il est important de noter que Charles de Gaulle n’a pas lu le Correspondant de la fin du XIXe siècle, antisémite, mais le Correspondant du Second Empire, c’est-à-dire l’opposition des chrétiens libéraux à l’Empire.
L’étude du Correspondant et de ses grandes figures lui permet d’explorer « la psychologie de l’homme d’action »  et d’éclairer la pensée institutionnelle du Général. Son idée est que le Général de Gaulle devait avoir de « solides certitudes intellectuelles et morales » pour lancer son appel du 18 juin malgré la défaite et s’opposer à la Constitution de 1946 en dépit de l’approbation générale des trois grands partis. Ces convictions morales et politiques sont à rechercher dans Le Correspondant. « La lecture du Correspondant du temps de la IIIe République » permet de « faire l’archéologie » des discours fondateurs du Général de Gaulle
On y découvre la « généalogie d’un patriotisme constitutionnel » qui a été d’abord pensé par des catholiques libéraux . « Ce constitutionnalisme catholique est à distinguer aussi bien du catholicisme social […] que du catholicisme intransigeant. »
Le Général de Gaulle n’a donc pas la même culture que les républicains classiques, ses références appartiennent à une histoire plus ancienne, celle du « patriotisme constitutionnel » des chrétiens libéraux du XIXe siècle.

#### Les chrétiens libéraux duXIXesiècle
Charles de Gaulle a donc repris à son compte les interrogations des chrétiens libéraux du XIXe siècle. « Charles de Gaulle appartient à une génération très antérieure à celle de 1890 qui l’avait vu naître. La tradition spirituelle dont il relève est celle des chrétiens libéraux du premier XIXe siècle ; ceux-là mêmes qui faisaient de l’absence d’institutions politiques de la France postrévolutionnaire le point de départ de leurs réflexions mais qui, à l’expérience, se révèleront singulièrement maladroits devant le suffrage universel. »
Parmi les grandes figures des chrétiens libéraux  auxquelles Odile Rudelle se réfère on trouve Malesherbes, Chateaubriand, Alexis de Tocqueville ou encore Albert de Broglie. Ils sont les héritiers de l’Édit de Nantes, « trêve civique et patriote » , qui amorce l’élaboration d’une « concitoyenneté française», thème cher à Odile Rudelle, qui  y voit les premiers ferments d’un constitutionnalisme à la française précédant l’avènement de la République.
Ministre de Louis XIV, Malesherbes avait restitué l’état civil aux protestants avant d’être contraint de démissionner. « Issu de la tradition « politique » qui, au nom des Lois fondamentales du royaume, avait soutenu la légitimité d’Henri IV contre la Ligue catholique de Paris, la personne de Malesherbes, guillotiné en avril 1794 en compagnie de tous les magistrats qui avaient protesté contre la dissolution des vieux parlements, est fort éloignée du dolorisme repentant des légitimistes du XIXe siècle. » Contrairement à ce que l’on a tendance à croire, Tocqueville, tout sociologue qu’il était, s’est intéressé aux institutions. Sa comparaison entre le Parlement de Paris et la Cour suprême des États-Unis ou encore ses écrits sur la colonisation de l’Algérie nous aident à comprendre que pour, ce descendant de Malesherbes, s’il n’y a pas de justice sans armes, il n’y a pas d’armée sans justice. Aussi comprend-on l’échec d’une tradition républicaine « longtemps restée plus légaliste, parlementaire et centralisée, que légitimiste au sens de patriote, constitutionnelle et judiciaire. »  Quant à Albert de Broglie, avant de devenir le représentant de l’Ordre moral sous la III République, il s’était opposé au coup d’État du 2 décembre. Enfin, Charles de Gaulle aurait réussi, là où l’abbé de Talleyrand avait échoué. Talleyrand, « rédacteur virtuose de l’article 6 de la Déclaration de 1789 », n’avait pas su imposer le droit de dissolution du corps législation par le pouvoir exécutif .
C’est nourri de la tradition des catholiques libéraux, conscients de l’infirmité constitutionnelle de la France et exclus de la vie politique depuis 1877, que De Gaulle va tâcher de doter la France d’institutions stables, résolvant ainsi un « problème vieux de cent soixante-neuf ans ».

### L’avènement d’un constitutionnalisme républicain

#### Une longue histoire constitutionnelle
L’avènement du constitutionnalisme républicain  puise donc ses sources dans une longue histoire constitutionnelle. Revenons à l’Édit de Nantes. Odile Rudelle y voit une étape pionnière dans l’élaboration d’un constitutionnalisme à la française alliant séparation des pouvoirs et garantie des droits. Les chrétiens libéraux dont s’est inspiré Charles de Gaulle sont les héritiers de cette tradition. « Le constitutionnalisme français a depuis longtemps précédé la République. Il remonte à Henry IV, premier roi à avoir usé de son pouvoir souverain pour établir, au-dessus des différences religieuses, une « concitoyenneté » française garantie par des lois, mises en œuvre par des chambres de justice mi-parties. Pour devenir républicain, ce constitutionnalisme de garantie des droits n’aurait besoin que d’un pouvoir exécutif élu. »  Plus qu’un édit de tolérance, l’Édit de Nantes est « une leçon de coexistence civique pour une nation qui, divisée par la religion, est néanmoins composée de concitoyens ». Elle note que l’Édit fut respecté tant que le pouvoir exécutif y veilla. De l’Édit de Nantes à la Constitution de 1958 en passant par les chrétiens libéraux des XVIIIe et XIXe siècles, Odile Rudelle reconstitue une archéologie constitutionnelle de la Cinquième République. Dans cette archéologie, 1789 est certes une étape cruciale, mais ce n’est pas l’étape fondatrice. « Antérieur à la république, le constitutionnalisme sera la grande victime de la révolution du 10 aout 1792» . La Révolution a proclamé  des droits et libertés qui, s’ils n’avaient pas encore été formulés, existaient déjà sous l’Ancien Régime, mais a échoué à transcrire ces libertés dans une constitution stable, ouvrant un « problème constitutionnel » qui s’est dénoué en 1958. Aussi Odile Rudelle nous invite à considérer une histoire constitutionnelle plus longue et plus complexe que ce qui est habituellement retenu.

#### La Constitution de 1958 a résolu un problème vieux de 169 ans.
Odile Rudelle a mis en exergue une citation des Mémoires d’Espoir : « Au mois de mai 1958 […], j’ai peu d’heures pour me décider. […] Vais-je saisir l’occasion historique que m’offre la déconfiture des partis pour doter l’État d’institutions qui lui rendent, sous une forme appropriée aux temps modernes, la stabilité et la continuité dont il est privé depuis cent soixante-neuf ans ? »
Contrairement aux précédentes, la Constitution de 1958 résout le problème constitutionnel que nous avons précédemment exposé. Charles de Gaulle a utilisé la crise de mai 1958 pour résoudre la crise politique ouverte depuis 1789.

#### Un consensus institutionnel jamais atteint depuis 1789
Le constitutionnalisme républicain repose sur une Constitution assurant la séparation des pouvoirs et la garantie des droits individuels, ce qui permet une alternance politique légitime. « La Constitution de 1958 [est] la première à avoir permis l’alternance politiques de forces politiques également légitimes en assurant une garantie des droits individuels, sans précédent dans notre histoire» . Odile Rudelle insiste sur le « rôle d’un pouvoir exécutif couplé avec la Justice pour le respect des droits ». Séparation des pouvoirs et garantie des droits ne sont pas dissociables. Aujourd’hui, le Conseil constitutionnel, institué pour garantir la séparation des pouvoirs, assure également une garantie des droits. Désormais le pouvoir législatif est soumis
au respect de la Constitution.
Aujourd’hui, le constitutionnalisme républicain né en 1958 fait l’objet d’un large consensus. « Surgie dans l’urgence et la violence, la cinquième République commence dans le danger et le scepticisme […] Aujourd’hui au contraire, la souplesse du régime et l’existence de majorités alternatives a rassuré […] On parle d’un consensus institutionnel jamais atteint depuis 1789. À telle enseigne que la Constitution est devenue l’assise politique fondamentale de la République. »
Après la mort de son fondateur, le constitutionnalisme républicain s’est affirmé  à travers la pratique, au gré des alternances et des cohabitations. Issu d’une longue histoire, il ouvre une nouvelle ère constitutionnelle. « De Gaulle portait en lui la « fabuleuse Atlantide » du constitutionnalisme catholique, continent oublié de la mémoire nationale. Il faudra rien de moins que son retour et sa mise à mort, l’échec de l’ « ère nouvelle » ouverte en 1974 et enfin la victoire du socialisme et sa déception, pour que les Français se remettent en marche et à leur tour, découvrent le nouveau continent de leur avenir. » .

## Publications
- La République absolue : aux origines de l'instabilité constitutionnelle de la France républicaine, 1870-1889, Paris, Publications de la Sorbonne, coll. « France XIXe-XXe siècles » (no 14), 1986 (1re éd. 1982), 327 p. (ISBN 2-85944-045-3, présentation en ligne, lire en ligne), [présentation en ligne], [présentation en ligne].
- Combattre, Michel Debré, avec la collaboration d’Odile Rudelle, Paris, Albin Michel, 1984, 478 p.
- Mai 58 : de Gaulle et la République, Paris, Plon, 1988  (ISBN 2259018769)
- De Gaulle, pour mémoire, coll. « Découvertes Gallimard / Histoire » (no 101), Paris, Gallimard, 1990  (ISBN 2070530582)
- Le Modèle républicain, avec Serge Bernstein, Paris, Presses universitaires de France, 1992, 431 p.
- « Le légicentrisme républicain », dans François Furet et Mona Ozouf, Le Siècle de l’avènement républicain, Paris, Gallimard, 1993.
- Jules Ferry : La République des citoyens, Paris, Imprimerie nationale, 1996.
- Rebâtir la République : la reconstruction juridique et constitutionnelle de la France, Le discours d'Épinal, Aix-en-Provence - Paris, Presses universitaires d'Aix-Marseille - Economica, 1997.
- « La République aujourd'hui : mythe ou processus ? », Cahiers du CEVIPOF, no 16, Paris, CEVIPOF, mai 1997, 70 p.  (ISSN 1146-7924)
- « Actualité de Jules Ferry », dans Pierre Statius, Actualité de l'École républicaine, Actes du colloque d'octobre 1997, Centre régional de documentation de Basse-Normandie, Instituts universitaires des formations des maîtres de Caen, 1998.
- « La démocratie en France de 1919 à 1989 », dans Hélène Fréchet, 'La démocratie aux États-Unis et en Europe, Éditions du Temps, 1999.
- Normandie constitutionnelle : un berceau des droits civiques ?, avec Didier Maus, Paris, Economica, 2008, 467 p. [ (ISBN 978-2-7178-5469-5)].
- « Un problème vieux de cent soixante-neuf ans ? Le « régime d’historicité » de Charles de Gaulle » », dans Bertrand Matthieu, 1958-2008, Cinquantième anniversaire de la Constitution française, Dalloz, 2008.
- « Revisiter 1789 : le trouble de la mémoire nationale », Politeia - La réforme des institutions françaises (III), no 17,‎ printemps 2010.
- République d'un jour, République toujours, 26 mai 2016, préface de Didier Maus et Maurice Vaïsse - Éditions Riveneuve,  (ISBN 978-2-36013-343-7) (oeuvre posthume)

## Distinctions
- Officière de la Légion d'honneur (2009).